# 索菲娅·约翰松
索菲娅·约翰松（瑞典語：Sofia Johansson，1969年9月5日—），瑞典女子足球运动员，场上位置是中场。她曾代表瑞典国家队参加1995年国际足联女子世界杯，结果队伍获得第五名。